# Жанадалинський район
Жанадалинський район (каз. Жаңадала ауданы) — адміністративно-територіальна одиниця Целиноградської, Тургайської областей, що існувала в 1966—1997 роках.
Адміністративний центр — село Тасти-Талди.

## Історія
Район утворений у складі Целиноградської області Указом Президії Верховної Ради Казахської РСР від 28 травня 1966 року з адміністративним центром у селі Тасти-Талди.
Указом Президії Верховної Ради Казахської РСР від 23 листопада 1970 — район увійшов до складу новоствореної Тургайської області.
Указом Президії Верховної Ради Казахської РСР від 2 червня 1988 року — Тургайська область скасована. Район знову увійшов до складу Целиноградської області.
Постановою Президії Верховної Ради Казахської РСР від 17 серпня 1990 «Про відновлення Тургайської області у складі Казахської РСР», — знову у складі Тургайської області.
Указом Президента Республіки Казахстан від 22 квітня 1997 року № 3466 «Про заходи щодо оптимізації адміністративно-територіального устрою Республіки Казахстан» — Тургайська область скасована. Район включений до складу Акмолінської області.
Указом Президента Республіки Казахстан від 23 липня 1997 № 3604 «Про скасування Жанадалинського та Кіїминського районів Акмолінської області» — район скасований.
Постановою Уряду Республіки Казахстан від 24 липня 1997 року № 1172 "Про заходи щодо реалізації Указу Президента Республіки Казахстан «Про скасування Жанадалинського та Кіїминського районів Акмолінської області» — територію Жанадалинського району було включено до складу Державінського району.
Відповідно до Всесоюзного перепису населення 1989 року за Казахською РСР, район включав 11 сільрад: Баранкольську, Гагарінську, Ім. XXI з'їзду Партії, Жанадалинську, Комсомольську, Кумсуатську, Нахімовську, Таститалдінську, Фурмановську, Чапаївську, Шойиндинську.

## Населення
| 1970    | 1979     | 1989     |
| ------- | -------- | -------- |
| ▲ 9 540 | ▲ 12 526 | ▲ 13 058 |